# 찰스 스티븐스

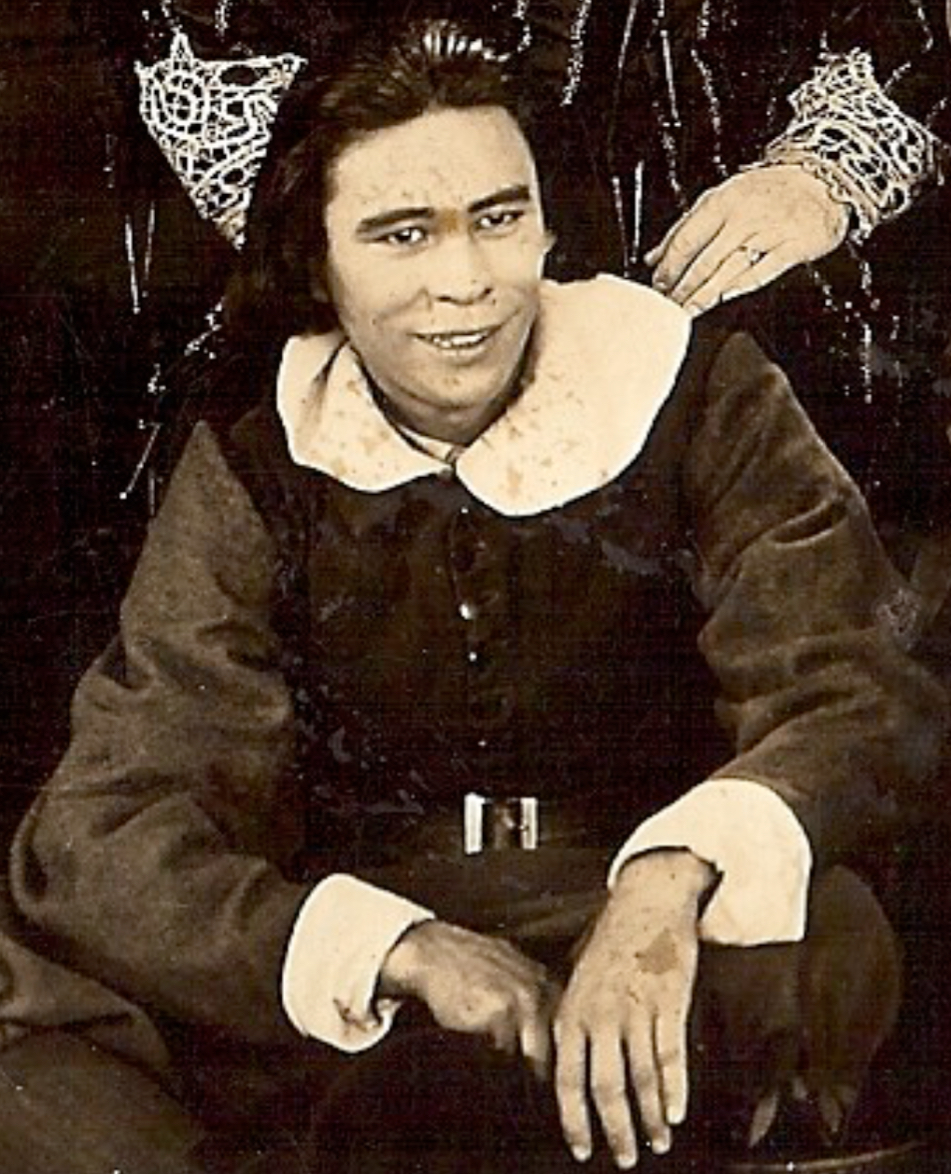

찰스 스티븐스(Charles Stevens, 1893년 5월 26일 ~ 1964년 8월 22일)는 미국의 배우, 텔레비전 배우, 영화배우이다.
할리우드에서 사망하였다.

## 영화
- 이오지마의 영웅 (1961년)
- 건 힐의 결투 (1959년)
- 조로 (1957년)
- 파드너스 (1956년)
- 용감한 린티 (1954년)
- 맨 위드 더 스틸 위프 (1954년)
- 정글 보이 봄바 11 (1954년)
- 에메랄드 (1954년)
- 론 레인저 - 49년 시리즈 (1949년)
- 캘커타 (1947년)
- 황야의 결투 (1946년)
- 미이라의 저주 (1944년)
- 혈과 사 (1941년)
- 쾌걸 조로 (1940년)
- 조로 - 볼드 카발레로 (1936년)
- 기브 어스 디스 나잇 (1936년)
- 평원의 사나이 (1936년)
- 비바 빌라! (1934년)
- 폴라인의 모험 (1933년)
- 헤리티지 오브 더 데저트 (1932년)
- 빅 트레일 (1930년) - 로페즈 역
- 톰 소여 (1930년)
- 리오 리타 (1929년)
- 철가면 (1929년)
- 말괄량이 길들이기 (1929년)
- 검은 해적 (1926년)
- 돈 큐 - 조로의 아들 (1925년)
- 바그다드의 도둑 (1924년)
- 북극이 시작되는 곳에 (1923년)
- 쾌걸 조로 (1920년)